# Кохей Сайто
Кохей Сайто (яп. 斎藤 幸平, Saitō Kōhei) (нар. 31 січня 1987) — японський філософ, доцент Токійського університету, працює над екологією та політичною економією з марксистської перспективи. Його бестселеру «Капітал в антропоцені» приписують відродження інтересу до марксистської думки в Японії.

## Життєпис
Після закінчення Shiba Junior & Senior High School (芝中学校・芝高等学校), приватної школи в Токіо, Сайто спочатку навчався три місяці в Токійському університеті, але потім добровільно залишив університет, щоб вступити до Весліанського університету в США з 2005 по 2009 рік як отримувач азійської стипендії Фрімена. Пізніше навчався на магістратурі у Вільному університеті Берліна й захистив докторський ступінь у Берлінському університеті імені Гумбольдта.
2016 року Сайто опублікував книгу «Природа проти капіталу. Екологія Маркса в його незавершеній критиці капіталізму», яка базується на його докторській дисертації. У ній він реконструює екологічну критику капіталізму Карла Маркса, спираючись на неопубліковані рукописи Маркса.
Сайто був співредактором 18-го тому четвертого розділу зібрання творів Маркса й Енгельса, який був опублікований у 2019 році. Робота над цією книгою також вплинула на його дисертацію, яку він закінчив у Берлінському університеті Гумбольдта. 2017 року вийшла англомовна версія його книги, а в 2020 році він отримав за неї премію JSPS від Японського товариства сприяння науці. Крім того, у 2018 році Сайто отримав премію пам'яті Ісаака й Тамари Дойчерів, ставши першим японцем і наймолодшою людиною, яка отримала цю нагороду.
Згодом Сайто був запрошеним науковим співробітником Каліфорнійського університету в Санта-Барбарі, а з 2017 по березень 2022 року був доцентом університету Осаки. У квітні 2022 року отримав звання доцента Токійського університету.
Його праця «Капітал в антропоцені» 2020 року несподівано стала бестселером у Японії, до травня 2021 року було продано понад 250 000 примірників, продажі зросли до понад півмільйона всередині 2022 року.
У лютому 2023 року у видавництві Cambridge University Press вийшла англомовна книжка «Маркс в антропоцені», яка базується на «Капіталі в антропоцені».

## Праці
- Natur gegen Kapital. Marx' Ökologie in seiner unvollendeten Kritik des Kapitalismus, Campus Verlag, Frankfurt 2016.
  - Karl Marx's Ecosocialism: Capital, Nature, and the Unfinished Critique of Political Economy, Monthly Review Press, 2017.
- Капітал в антропоцені (яп. 人新世の「資本論, Hitoshinsei no Shihonron), Shueisha, 2020.
  - Marx in the Anthropocene. Towards the Idea of Degrowth Communism, Cambridge University Press, 2023.